# Big Bright World
«Big Bright World» es un sencillo de la banda de rock alternativo Garbage, publicado el 1 de junio de 2012. Forma parte del quinto álbum de estudio de la agrupación, Not Your Kind of People. La canción estuvo disponible para ser descargada digitalmente en Australia y Nueva Zelanda en junio de 2012, y fue enviada para ser promocionada en distintas radioemisoras en el Reino Unido y Europa al mes siguiente.
Posteriormente, la banda publicaría un vinilo de 7" de edición limitada de "Big Bright World" a través de su sitio web oficial. Se publicó en dicho formato, en conjunto con la canción "Automatic Systematic Habit", perteneciente al mismo disco, además de haber estado disponible forma gratuita para su descarga en iTunes.

## Lista de canciones
- Sencillo de 7"[2]

1. "Big Bright World" – 3:36
2. "Automatic Systematic Habit" – 3:18

## Historial de lanzamientos
| Fecha               | Zona          | Discográfica | Formato(s)                                                               |
| ------------------- | ------------- | ------------ | ------------------------------------------------------------------------ |
| 1 de junio de 2012  | Australia     | STUNVOLUME   | Descarga digital (adicional al álbum)                                    |
| 30 de julio de 2012 | Reino Unido   | STUNVOLUME   | Lanzamiento programado                                                   |
| Octubre de 2012     | Internacional | STUNVOLUME   | Vinilo de 7", descarga digital a través de sitio web oficial de la banda |